# Câmara de faíscas
Câmara de faíscas é um detector de partículas cujo estudo e realização começou em 1959.

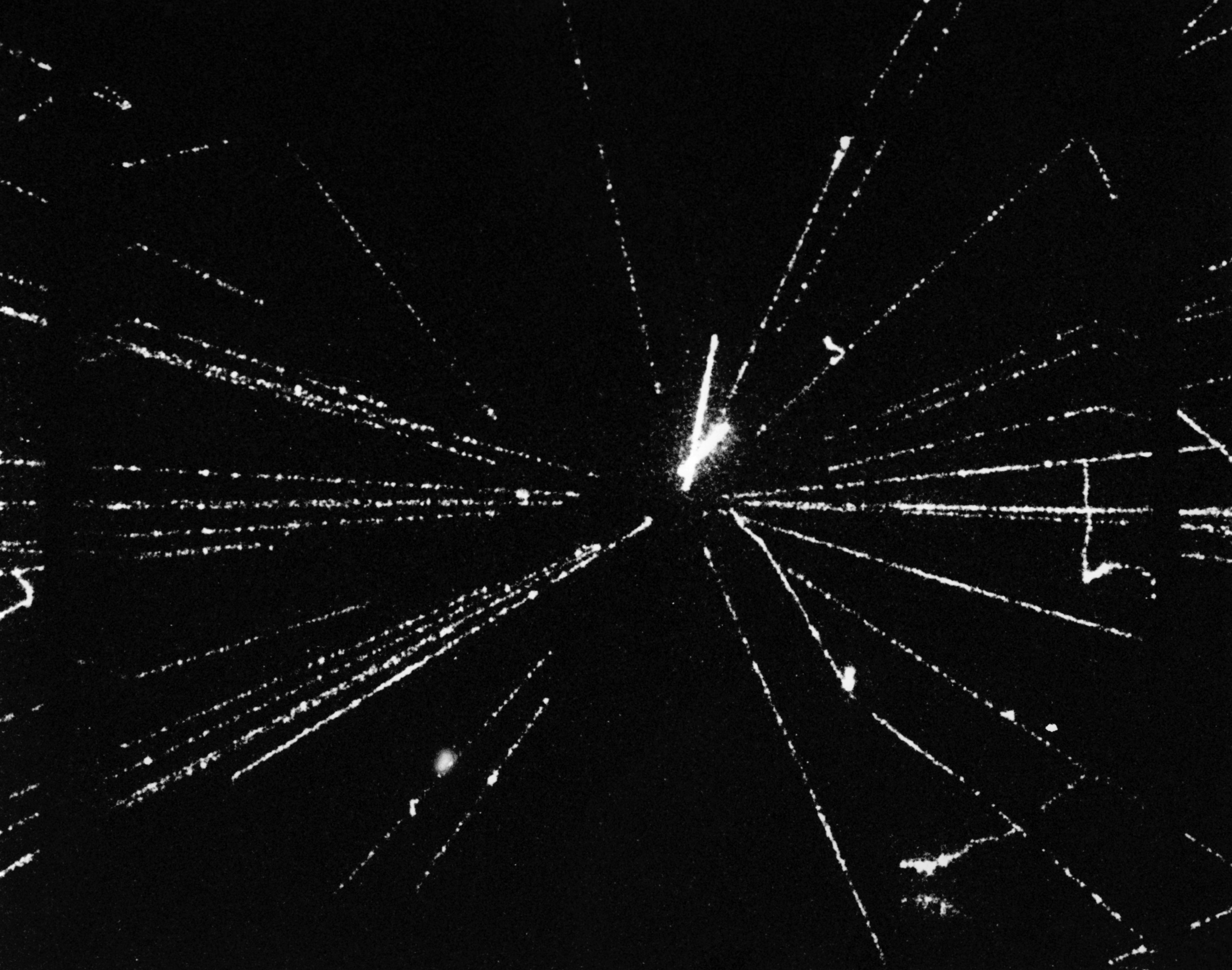
Colisão proton–antiproton registrada na experiência UA5, CERN.

## Funcionamento
Uma série de folhas metálicas dispostas paralelamente são metidas num recinto cheio de uma mistura de gás nobre, geralmente néon e hélio. As partículas atravessam a câmara perpendicularmente às placas e ionizam o gás durante alguns microsegundos. Um sistema dedicado aplica um breve campo eléctrico (5 kV/cm de 0,1 s à 1 µs) entres as placas. As faíscas aparecem nos locais onde passam as partículas, já que o gás tornou-se momentaneamente condutor nesses sítios. Podem então ser fotografadas e medidas a fim de deduzir a natureza das partículas que as induziram.
Estas câmaras que foram muito utilizadas em astronomia e para detecção dos raios gama foram progressivamente substituídas pelas câmara de bolhas que podem registrar os eventos mais exactamente e mais próximos no tempo. No entanto foram elas que permitiram a descoberta do tauon e ainda são empregues devido à sua simplicidade de realização e funcionamento.
As câmara de faíscas são utilizadas em astronomia para o estudo dos raios gama.